# Not of This Earth (1988)
Not of This Earth é um filme estadunidense de 1988, dos gêneros ficção científica e horror, dirigido por Jim Wynorski. O filme é um remake do filme de mesmo nome de 1957 dirigido por Roger Corman.

## Enredo
Um estranho chega a cidade e procura o consultório do Dr Rochelle, onde também trabalha a enfermeira Nadine Story, solicitando uma transfusão de sangue. Diz chamar-se Sr. Johnson. Na verdade isso é parte de um plano de alienígenas que pretendem conquistar a terra para assegurar um suprimento de sangue.
O sr. Johnson é na verdade um agente do planeta Davanna  que veio a terra investigar a qualidade do sangue humano. Davanna necessita com urgência de sangue.
A enfermeira acaba desconfiando das atitudes do estranho e, começa a investigar suas alegações. Agora ela, em companhia de um oficial de polícia tem pouco tempo para deter a invasão.

## Elenco
| Nome              | Personagem                  |
| ----------------- | --------------------------- |
| Traci Lords       | Nadine Story                |
| Arthur Roberts    | Sr. Johnson                 |
| Lenny Juliano     | Jeremy                      |
| Ace Mask          | Dr. Rochelle                |
| Roger Lodge       | Harry                       |
| Rebecca Perle     | Garota de Davanna           |
| Michael Delano    | Vendedor de aspirador       |
| Becky LeBeau      | Garota do feliz aniversário |
| Monique Gabrielle | Prostituta #2               |
| Cynthia Thompson  | Prostituta #3               |
| Kelli Maroney     | Enfermeira Oxford           |
| Belinda Grant     | Garota no carro             |
| Robby Bointen     | Garoto no carro             |
| Kim Dawson        | Garota em casa              |
| Zoran Hochstätter | Homem alegre                |
| Ed Morgan         | Chefe de polícia            |
| Murray Miller     | Homem de davanna no túmulo  |
| John Dresden      | Punker #1                   |
| Shawn Klugman     | Punker #2                   |
| Paul Shaver       | Punker #3                   |
| R.J. Robertson    | Punker #4                   |
| Bob Sheridan      | Ele mesmo                   |
| Ronald V. Borst   | Garçom                      |
| Ron Gans          | Voz anunciante do rádio     |
| Linda Shayne      | Chefe do restaurante        |
| Jim Wynorski      | Voz anunciante do rádio #2  |